# Alex Aguinaga
Alex Aguinaga, né le 7 juin 1969 à Ibarra, est un footballeur international équatorien.
Il arrête sa carrière internationale à l'âge de 35 ans après 109 sélections et 23 buts avec l'équipe d'Équateur, dont il est le capitaine pendant de nombreuses années. Durant sa carrière, il a notamment participé à la première qualification de son pays pour la coupe du monde en 2002. En 2011, il est nommé par le journal mexicain El Universal comme l'un des cinq meilleurs joueurs étrangers de l'histoire du championnat du Mexique.
Devenu entraîneur, il a été notamment responsable du Barcelona SC en 2011 puis du club mexicain San Luis FC depuis 2012.

## Carrière

### Joueur
Alex commence sa carrière à l'école de Football Ciudad de Quito. Avec cette équipe de jeunes, celui que ses amis appelle "el Huevito" en français : « le petit œuf » remporte le championnat sud-américain, inscrivant notamment deux buts. Dans cette compétition, il n'évoluera toutefois pas au poste de numéro 10, où il sera reconnu plus tard, mais en tant qu'attaquant gauche, le poste de meneur étant déjà occupé par Edmundo Méndez (en), futur défenseur international équatorien.
En 1984, à 16 ans, le technicien du Deportivo Quito de l'époque, Carlos Sevilla, le fait débuter en équipe A, lors de la seconde période d'une rencontre face à Técnico Universitario en remplacement d'Alfredo Encalada. La saison suivante, il fait partie de la délégation équatorienne qui dispute le championnat sud américain des moins de 17 ans en Argentine, qualificatif pour la première édition de la coupe du monde des moins de 17 ans organisée en Chine. Contre toute attente, l'Équateur se classe troisième derrière les deux géants que sont le Brésil et l'Argentine. Alex Aguinaga (10 buts) est le deuxième meilleur buteur de la compétition derrière le Bolivien Marco Etcheverry (11 buts), et est élu meilleur joueur de la compétition.
Sociétaire du Deportivo Quito, El Güero en français : « le blond » porte à une occasion le maillot du Barcelona SC, lors d'une rencontre amicale entre les Canaris équatoriens et le FC Barcelone catalan, le 26 mai 1988 dans le cadre d'un mini tournoi international organisé au Stade Monumental de Guayaquil (Emelec et Peñarol en sont les deux autres participants). Aguinaga est aligné par l'entraîneur argentin Guillermo César Reynoso en seconde mi-temps en lieu et place de Mauricio Argüello. Les toreros l'emportent 2-1 grâce à des buts signés Hólger Quiñónez et Jorge Taverna côté équatorien, tandis que Roberto Fernández est l'unique buteur du côté des Blaugranas.
En 1989, il dispute avec l'Équateur la Copa América au Brésil. La Tricolor est la révélation du début de tournoi en battant le champion en titre, l'Uruguay lors de la première journée, avant d'obtenir le match nul face au géant argentin, malgré un pénalty manqué. Aguinaga est remarqué par les observateurs, notamment par Fabio Capello, entraîneur adjoint du Milan AC, qui entre en contact avec Dušan Drašković, le sélectionneur national de l'Équateur à l'époque, ainsi qu'avec plusieurs autres clubs européens. Le meneur équatorien s'est déjà engagé avec les Mexicains de Necaxa, contre une indemnité d'environ 280 000 $. 
En 1989, il arrive à Mexico et ne tarde pas à devenir une idole au sein du club de Necaxa. Il y évolue pendant quatorze ans, remportant trois fois le championnat du Mexique, une fois la coupe mexicaine, une fois la supercoupe mexicaine, une coupe des champions de la CONCACAF, une coupe des vainqueurs de coupe de la CONCACAF et une troisième place au mondial des clubs en 2000. À titre individuel, il est désigné meilleur joueur de la décennie 1990 au Mexique et fait partie de l'équipe idéale d'Amérique de l'année 1989.
En 2001, lors des éliminatoires pour la Coupe du monde 2002, Iván Kaviedes inscrit, sur un service d'Aguinaga, le but qui qualifie l'Équateur pour une phase finale de Coupe du monde pour la première fois de son histoire. Il y conduit sa sélection comme capitaine.
En juin 2002, le sélectionneur Hernán Darío Gómez annonce qu'Alex Aguinaga est retenu dans la liste des 23 joueurs pour jouer la Coupe du monde 2002 au Japon.
En 2003, le joueur s'engage avec Cruz Azul où il ne joue qu'une demi-saison avant de rentrer en Équateur pour honorer un dernier contrat avec Liga de Quito lors du tournoi de clôture 2005. 
Le 19 octobre 2007, il organise son jubilé au stade Olympique Atahualpa de Quito. Cette rencontre, dénommée "Équateur et amis d'Aguinaga" voit la participation de plusieurs gloires du football latino-américain, dont Carlos Valderrama, Ivo Basay, Faustino Asprilla, Iván Zamorano et Zaguinho.

### Entraîneur
Le 28 mars 2011, il est nommé entraîneur de Barcelona en remplacement de Rubén Darío Insúa, renvoyé pour avoir critiqué ses dirigeants. Le président Alfonso Harb Viteri devant quitter ses fonctions au mois de juin 2011, Aguinaga n'est engagé que pour une durée de 2 mois.
Il entraîne désormais le club mexicain de San Luis FC depuis 2012.

## Statistiques

### En sélection nationale
| Saison                | Sélection             | Phases finales        | Phases finales | Phases finales | Éliminatoires CDM | Éliminatoires CDM | Matchs amicaux | Matchs amicaux | Gold Cup 2002 | Gold Cup 2002 | Total | Total |
| Saison                | Sélection             | Compétition           | M              | B              | M                 | B                 | M              | B              | M             | B             | M     | B     |
| --------------------- | --------------------- | --------------------- | -------------- | -------------- | ----------------- | ----------------- | -------------- | -------------- | ------------- | ------------- | ----- | ----- |
| 1987                  | Équateur              | Copa América 1987     | 1              | 0              | -                 | -                 | 7              | 1              | -             | -             | 8     | 1     |
| 1988                  | Équateur              | -                     | -              | -              | -                 | -                 | 7              | 3              | -             | -             | 7     | 3     |
| 1989                  | Équateur              | Copa América 1989     | 4              | 0              | 4                 | 1                 | 3              | 0              | -             | -             | 11    | 1     |
| 1991                  | Équateur              | Copa América 1991     | 4              | 2              | -                 | -                 | 3              | 1              | -             | -             | 7     | 3     |
| 1993                  | Équateur              | Copa América 1993 4e  | 6              | 2              | 5                 | 0                 | 1              | 0              | -             | -             | 12    | 2     |
| 1995                  | Équateur              | Copa América 1995     | 3              | 0              | -                 | -                 | 2              | 0              | -             | -             | 5     | 0     |
| 1996                  | Équateur              | -                     | -              | -              | 6                 | 2                 | -              | -              | -             | -             | 6     | 2     |
| 1997                  | Équateur              | Copa América 1997     | -              | -              | 10                | 4                 | 1              | 1              | -             | -             | 11    | 5     |
| 1998                  | Équateur              | -                     | -              | -              | -                 | -                 | 1              | 0              | -             | -             | 1     | 0     |
| 1999                  | Équateur              | Copa América 1999     | 3              | 0              | -                 | -                 | 3              | 0              | -             | -             | 6     | 0     |
| 2000                  | Équateur              | -                     | -              | -              | 9                 | 2                 | -              | -              | -             | -             | 9     | 2     |
| 2001                  | Équateur              | Copa América 2001     | 2              | 0              | 4                 | 0                 | -              | -              | -             | -             | 6     | 0     |
| 2002                  | Équateur              | Coupe du monde 2002   | 3              | 0              | -                 | -                 | 6              | 1              | 2             | 2             | 11    | 3     |
| 2003                  | Équateur              | -                     | -              | -              | 2                 | 0                 | 3              | 1              | -             | -             | 5     | 1     |
| 2004                  | Équateur              | Copa América 2004     | 2              | 0              | 2                 | 0                 | -              | -              | -             | -             | 4     | 0     |
| Total sur la carrière | Total sur la carrière | Total sur la carrière | 28             | 4              | 42                | 9                 | 37             | 8              | 2             | 2             | 109   | 23    |